# Sorbey (Meuse)
Pour les articles homonymes, voir Sorbey.
Sorbey est une commune du département de la Meuse, dans la région Grand Est, en France.

## Géographie

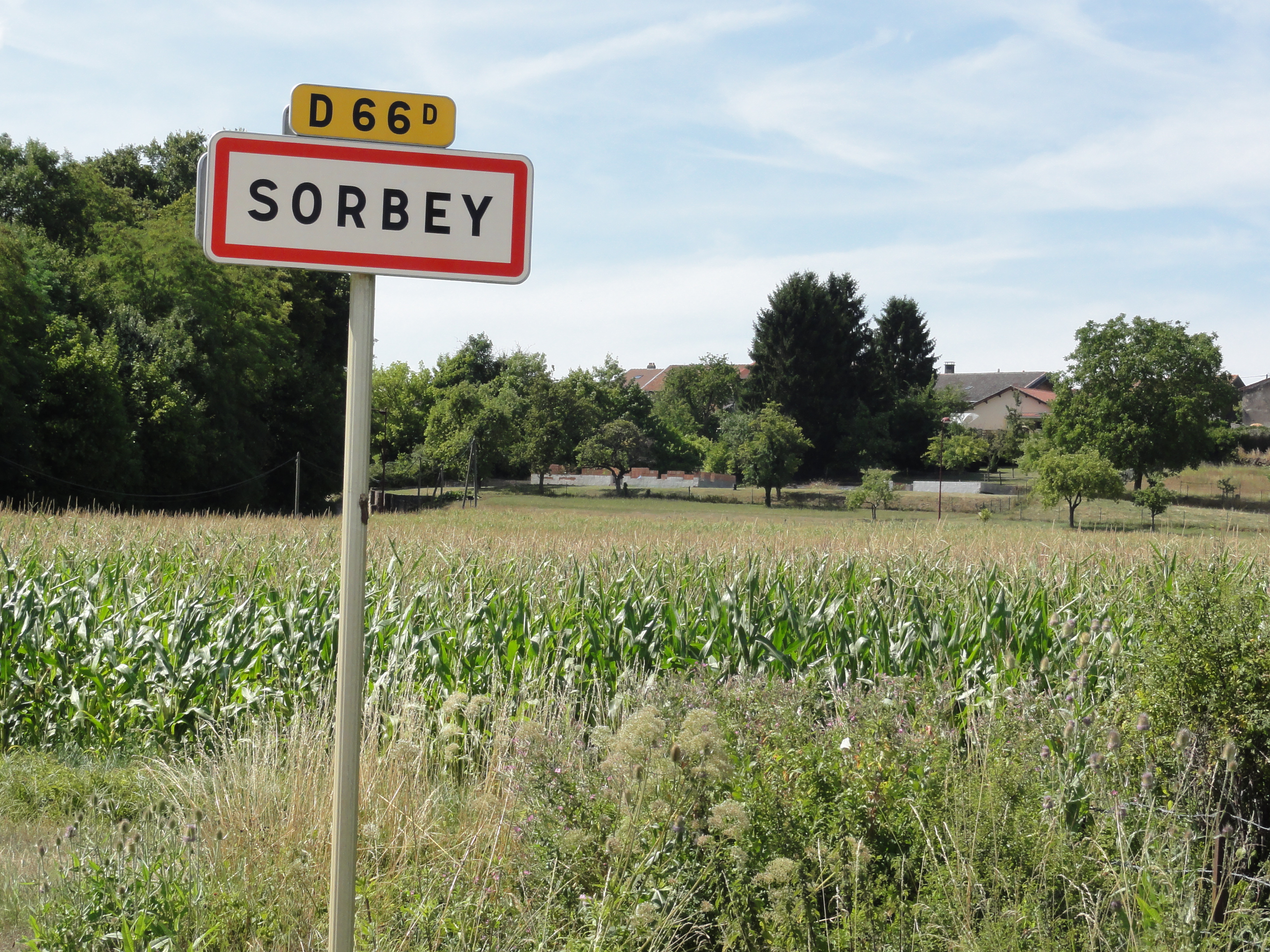
Entrée de Sorbey.

| Grand-Failly | Grand-Failly | Longuyon            |
| Pillon       | Sorbey       | Rouvrois-sur-Othain |
| Pillon       | Pillon       | Rouvrois-sur-Othain |

### Hydrographie

#### Réseau hydrographique
La commune est dans le bassin versant de la Meuse au sein du bassin Rhin-Meuse. Elle est drainée par l'Othain, le ruisseau de Pillon et le ruisseau du Bois de Parlay,.
L'Othain, d'une longueur de 67 km, prend sa source dans la commune de Gondrecourt-Aix et se jette  dans la Chiers à Montmédy, après avoir traversé 25 communes. 

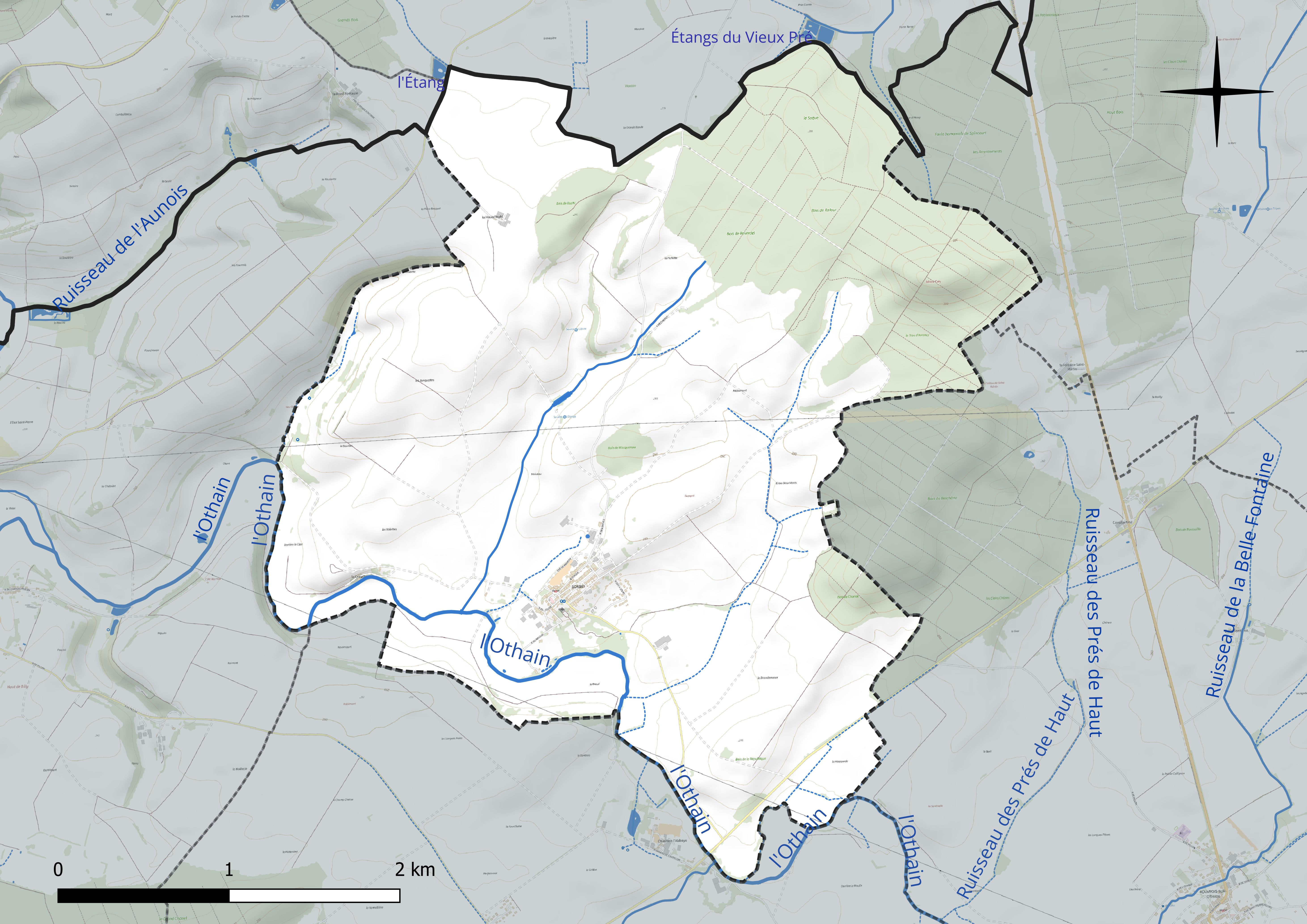
Réseau hydrographique de Sorbey.

#### Gestion et qualité des eaux
Le territoire communal est couvert par le schéma d'aménagement et de gestion des eaux (SAGE) « Bassin ferrifère ». Ce document de planification concerne le périmètre des anciennes galeries des mines de fer, des aquifères et des bassins versants hydrographiques associés qui s’étend sur 2 418 km2. Les bassins versants concernés sont celui de la Chiers en amont de la confluence avec l'Othain, et ses affluents (la Crusnes, la Pienne, l'Othain), celui de l'Orne et ses affluents et celui de la Fensch, le Veymerange, la Kiesel et les parties françaises du bassin versant de l'Alzette et de ses affluents (Kaylbach, ruisseau de Volmerange). Il a été approuvé le 27 mars 2015. La structure porteuse de l'élaboration et de la mise en œuvre est la région Grand Est. 
La qualité des cours d’eau peut être consultée sur un site dédié géré par les agences de l’eau et l’Agence française pour la biodiversité. 

### Climat
Pour des articles plus généraux, voir Climat du Grand Est et Climat de la Meuse.
En 2010, le climat de la commune est de type climat de montagne, selon une étude du Centre national de la recherche scientifique s'appuyant sur une série de données couvrant la période 1971-2000. En 2020, Météo-France publie une typologie des climats de la France métropolitaine dans laquelle la commune est dans une zone de transition entre le climat océanique altéré et le climat océanique altéré et est dans la région climatique  Lorraine, plateau de Langres, Morvan, caractérisée par un hiver rude (1,5 °C), des vents modérés et des brouillards fréquents en automne et hiver. 
Pour la période 1971-2000, la température annuelle moyenne est de 9,6 °C, avec une amplitude thermique annuelle de 15,9 °C. Le cumul annuel moyen de précipitations est de 928 mm, avec 13,6 jours de précipitations en janvier et 9,6 jours en juillet. Pour la période 1991-2020, la température moyenne annuelle observée sur la station météorologique de Météo-France la plus proche, « Villette », sur la commune de Villette à 9 km à vol d'oiseau, est de 10,1 °C et le cumul annuel moyen de précipitations est de 909,4 mm. 
La température maximale relevée sur cette station est de 39 °C, atteinte le 25 juillet 2019 ; la température minimale est de −14,8 °C, atteinte le 20 décembre 2009,,. 
Les paramètres climatiques de la commune ont été estimés pour le milieu du siècle (2041-2070) selon différents scénarios d'émission de gaz à effet de serre à partir des nouvelles projections climatiques de référence DRIAS-2020. Ils sont consultables sur un site dédié publié par Météo-France en novembre 2022.

## Urbanisme

### Typologie
Au 1er janvier 2024, Sorbey est catégorisée commune rurale à habitat dispersé, selon la nouvelle grille communale de densité à sept niveaux définie par l'Insee en 2022.
Elle est située hors unité urbaine et hors attraction des villes,.

### Occupation des sols
L'occupation des sols de la commune, telle qu'elle ressort de la base de données européenne d’occupation biophysique des sols Corine Land Cover (CLC), est marquée par l'importance des territoires agricoles (75,4 % en 2018), une proportion sensiblement équivalente à celle de 1990 (75,7 %). La répartition détaillée en 2018 est la suivante : 
terres arables (55,5 %), forêts (22 %), prairies (19,9 %), zones urbanisées (2,6 %). L'évolution de l’occupation des sols de la commune et de ses infrastructures peut être observée sur les différentes représentations cartographiques du territoire : la carte de Cassini (XVIIIe siècle), la carte d'état-major (1820-1866) et les cartes ou photos aériennes de l'IGN pour la période actuelle (1950 à aujourd'hui).

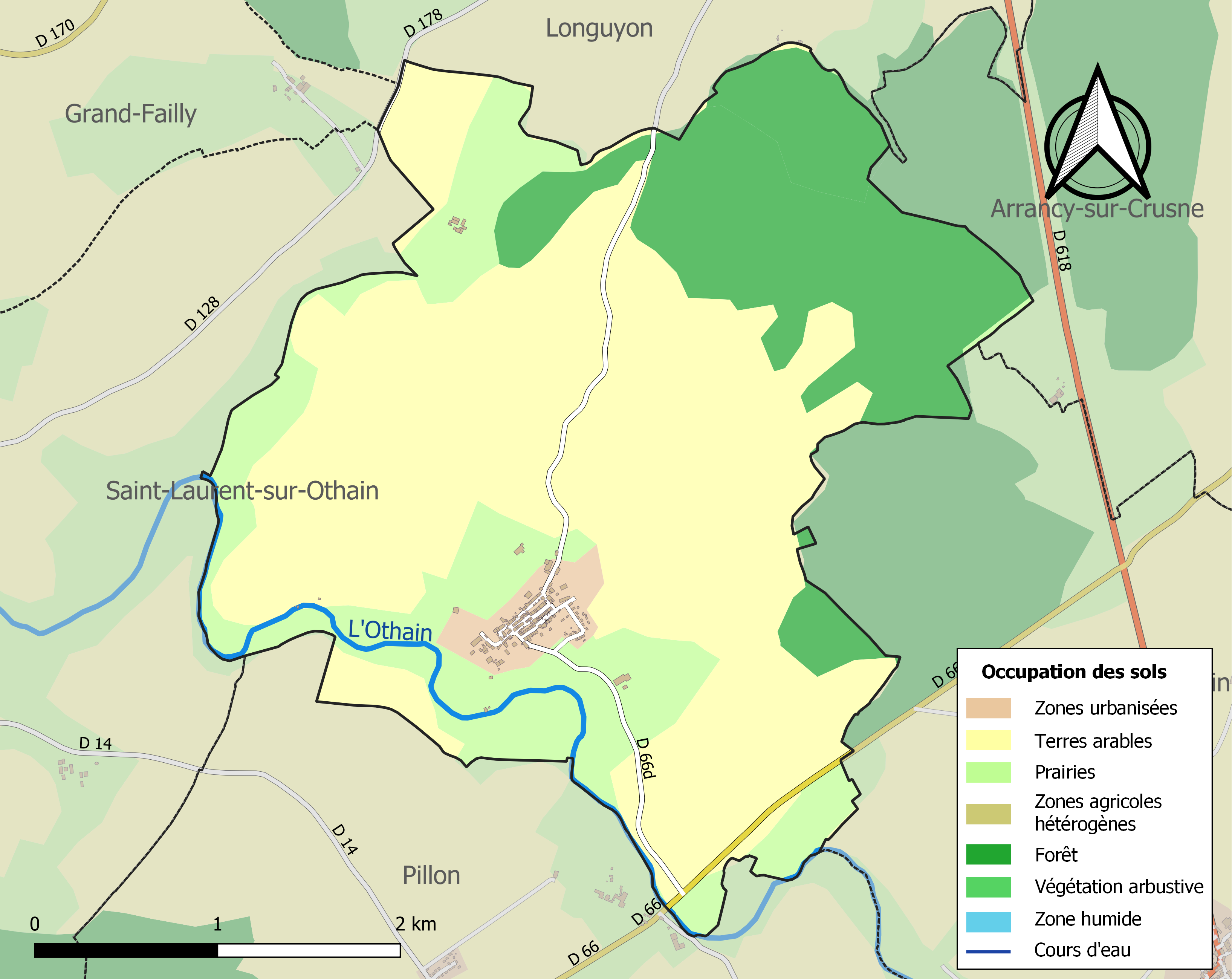
Carte des infrastructures et de l'occupation des sols de la commune en 2018 (CLC).

## Toponymie
Le nom de la localité est attesté sous les formes Sorbei (1163) ; Sorbeium (1163) ; Sorbiacum (1179) ; Sorberolium, Sorbeum (1183) ; Sorbes (1200) ; Sorberhc (1227) ; Sorbeis (1269) ; Xorbeis (1279) ; Xorbey (1566) ; Sorbé (1582) ; Sorbez (1749) ; Sorbet (1760).

Probablement de l'oïl sorbe « fruit du sorbier »et du suffixe collectif -oi, -ay ( latin -etum ) : « ensemble de sorbiers ».

## Histoire

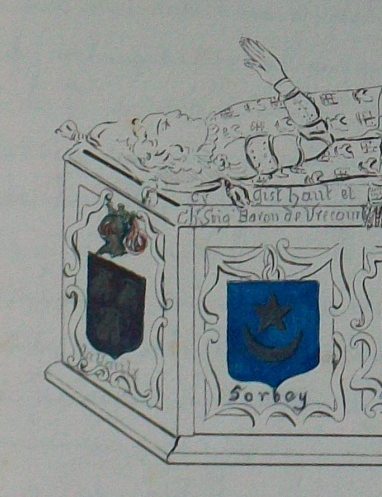
Armoiries Sorbey (inexactes) sur le gisant de Jean de Lavaulx, mort en 1586, dans l'église de Vrécourt (Vosges).

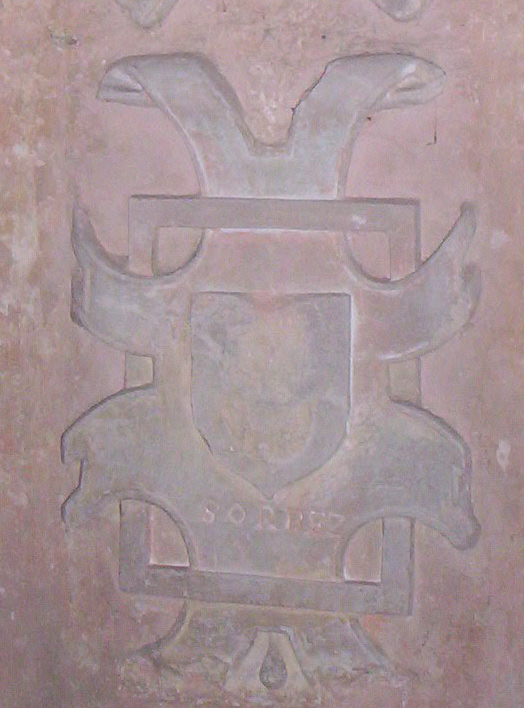
Armoiries Sorbey dans l'église de Vrécourt (Vosges).

La maison de nom et d'armes de Sorbey est d'ancienne chevalerie. L'héraldiste du XVIIe siècle Matthieu Husson L'Escossois la fait remonter, mais sans en donner la date, à Thiébault de Sorbey, chevalier.
Cette seigneurie fut transmise par Jeanne de Sorbey à la maison de Lavaulx par son mariage avec Wary de Lavaulx. Jean de Lavaulx, son fils, n'eut qu'une fille, Marie, qui en hérita et s'unit avec Guillaume de Croix, fils de Tassinet de Croix et de Jeanne des Armoises, dont Thomas, dont Louis qui vendit cette terre a Arnould de Gorcy, rachetée par Jean de Croix pour en avantager les sieurs de La Fontaine et de L'Escamoussier. La Maison de Sorbey était éteinte au XVIIe siècle. On en compte plusieurs branches ou Maisons distincte, toutes de l'ancienne chevalerie et qui suivent.
- 1371 : Jean de Sorbey barisien, est tué avec plusieurs chevaliers, Jean de Salm le jeune, Humbert de Bauffremont sire de Bulgnéville, Raoul de la Tour en Ardennes, lors d'une guerre privée entre Robert de Hervilley soldoyer de la cité de Metz et Jean de Mars à la bataille de Ligny, le 22 août 1371[19].
- 1340 : Parmi les vassaux du duc Jean III de Brabant, se trouvait le chevalier Thiébaut de Sorbey, que le duc s'était attaché par le don d'une rente annuelle de 30 livres, en échange de laquelle Thiébaut devait lui rendre certain service féodal : c'est ce que nous apprend une charte du 31 mars 1340 (n. st.) (1), par laquelle Theobaldus de Sorbe, miles, reconnaît avoir reçu du duc Jean, à Bruxelles, par l'entremise de sire Herman van Os et de Jean de Meldert, 60 livres de tournois noirs, que le duc lui devait pour deux termes annuels de sa rente.

Le duc ou ses successeurs pouvaient racheter cette rente par 300 livres de noirs tournois (un gros tournois compté pour 16 deniers) ; seulement, après le rachat, Thiébaut ou ses héritiers devaient assigner sur leur franc-alleu au duc ou à ses successeurs trente livrées de terre à noirs tournois, qu'ils devaient tenir perpétuellement en foi et hommage de ces derniers.
Or, ce rachat eut lieu en 1365 : eut effet, le 25 janvier 1365, Bastien et Jean de Sorbey, écuyers, fils de Thiébaut, reconnaissent avoir reçu de Wenceslas et Jeanne, duc et duchesse de Luxembourg et de Brabant, pour le rachat des 30 livrées de terre, une somme de 300 livres tournois ; ils assignent en conséquence à ces princes et à leurs successeurs, ducs de Brabant, tout ce qu'ils possèdent « en le ville et on finaige de Sorbey » et le reprennent et relèvent
en fief et en hommage aux ducs. Eux, leurs hoirs et successeurs devront toujours tenir ces biens des ducs de Brabant, héréditairement, et ils s'engagent à « leur faire service et autre redevableteit appartenant a teil fief selon l'usage de Brabant, sous l'obligation de tous leurs autres biens meubles et immeubles, présents et à venir ».
Seulement, avant le rachat, Bastien et Jean de Sorbey avaient dû prouver qu'ils possédaient réellement sur le territoire de Sorbey, en franc-alleu, des revenus s'élevant à 30 livres de vieux tournois par an. Cette preuve avait été faite le 30 décembre précédent (1364), ainsi que le montre l'acte dont l'analyse suit :
« Le 30 décembre 1364, Alexandre de Bettange, prévôt de Marville et de Saint-Mard, fait savoir que comme le duc de Luxembourg et de Brabant l'a délégué, par ses lettres scellées, pour aller, avec Bastien de Sorbey, fils de feu messire Thiébaut de Sorbey, et en prenant avec lui deux hommes de fief, faire une enquête sur 30 livrées de terre à vieux tournois (le vieux gros compté pour 16 d. t. courants), que Bastien doit démontrer être de son franc-alleu et doit assigner au duc, pour les tenir en fief et hommage du duché de Brabant perpétuellement, le dit Bastien l'a mené à Sorbey, avec, comme hommes de fief du château de Marville, Guillaume de la Ferté et Henri Poincignon. En sa présence et en celle des dits hommes de fief, Arnould Godart, Angerbel et Jean Martel, respectivement maire et échevins de Sorbey pour les deux seigneurs de Marville, Willemin Gaudechin, Gérardin li Chaurelier et Simonin li Boutemand, respectivement maire et échevins de Sorbey pour le dit Bastien, ainsi que plusieurs autres bonnes gens, jurés et sermentés de Sorbey, témoignent sous serment que Bastien tire annuellement et perpétuellement de son héritage, qui est un franc-alleu, en la dite ville de Sorbey, les revenus suivants :
6 1/2 reix et 7 frenchars de froment (le reix à 18 franchars), ce qui fait,
au prix de 2 sous tournois le frenchart, le vieux gros étant compté pour 10
deniers : 12 1. 8 s. t.
Avoine : 7 reix (à 18 frenchars), à 9 s. t. le reix et le gros
vieux compté pour 16 d. t., soit 63 s.t ».

## Population et société

### Démographie
L'évolution du nombre d'habitants est connue à travers les recensements de la population effectués dans la commune depuis 1793. Pour les communes de moins de 10 000 habitants, une enquête de recensement portant sur toute la population est réalisée tous les cinq ans, les populations de référence des années intermédiaires étant quant à elles estimées par interpolation ou extrapolation. Pour la commune, le premier recensement exhaustif entrant dans le cadre du nouveau dispositif a été réalisé en 2005.

En 2022, la commune comptait 233 habitants, en évolution de −13,7 % par rapport à 2016 (Meuse : −4,4 %, France hors Mayotte : +2,11 %).
| 1793 | 1800 | 1806 | 1821 | 1831 | 1836 | 1841 | 1846 | 1851 |
| ---- | ---- | ---- | ---- | ---- | ---- | ---- | ---- | ---- |
| 384  | 425  | 491  | 495  | 533  | 561  | 580  | 607  | 540  |

| 1856 | 1861 | 1866 | 1872 | 1876 | 1881 | 1886 | 1891 | 1896 |
| ---- | ---- | ---- | ---- | ---- | ---- | ---- | ---- | ---- |
| 504  | 494  | 472  | 445  | 439  | 444  | 409  | 406  | 360  |

| 1901 | 1906 | 1911 | 1921 | 1926 | 1931 | 1936 | 1946 | 1954 |
| ---- | ---- | ---- | ---- | ---- | ---- | ---- | ---- | ---- |
| 344  | 304  | 293  | 259  | 255  | 263  | 264  | 219  | 240  |

| 1962 | 1968 | 1975 | 1982 | 1990 | 1999 | 2005 | 2006 | 2010 |
| ---- | ---- | ---- | ---- | ---- | ---- | ---- | ---- | ---- |
| 229  | 192  | 184  | 165  | 139  | 166  | 187  | 193  | 234  |

| 2015 | 2020 | 2022 | - | - | - | - | - | - |
| ---- | ---- | ---- | - | - | - | - | - | - |
| 263  | 242  | 233  | - | - | - | - | - | - |

## Culture locale et patrimoine

### Lieux et monuments
- L'église Saint-Martin, construite en 1862.
- Fontaine.

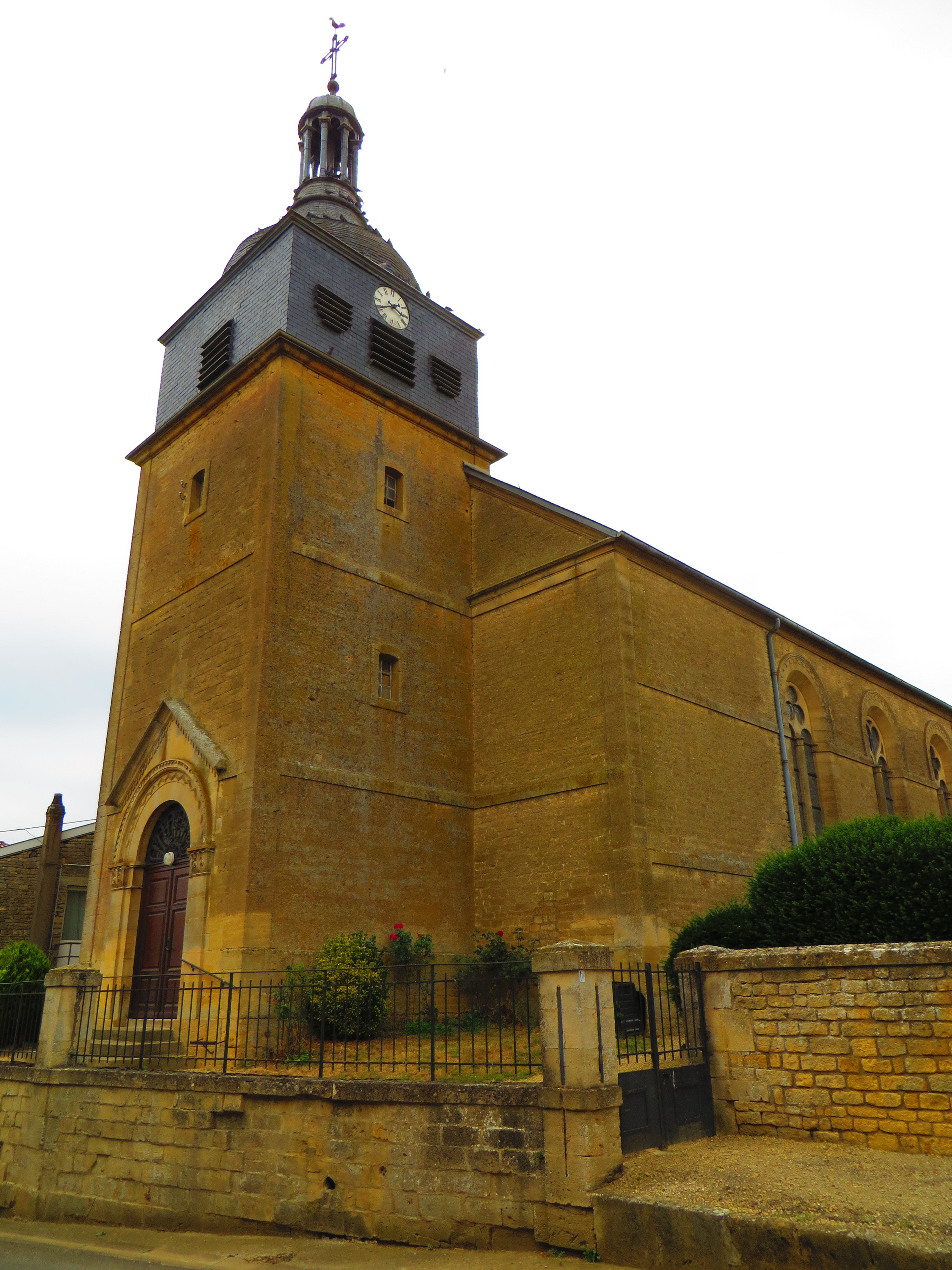
L'église Saint-Martin.
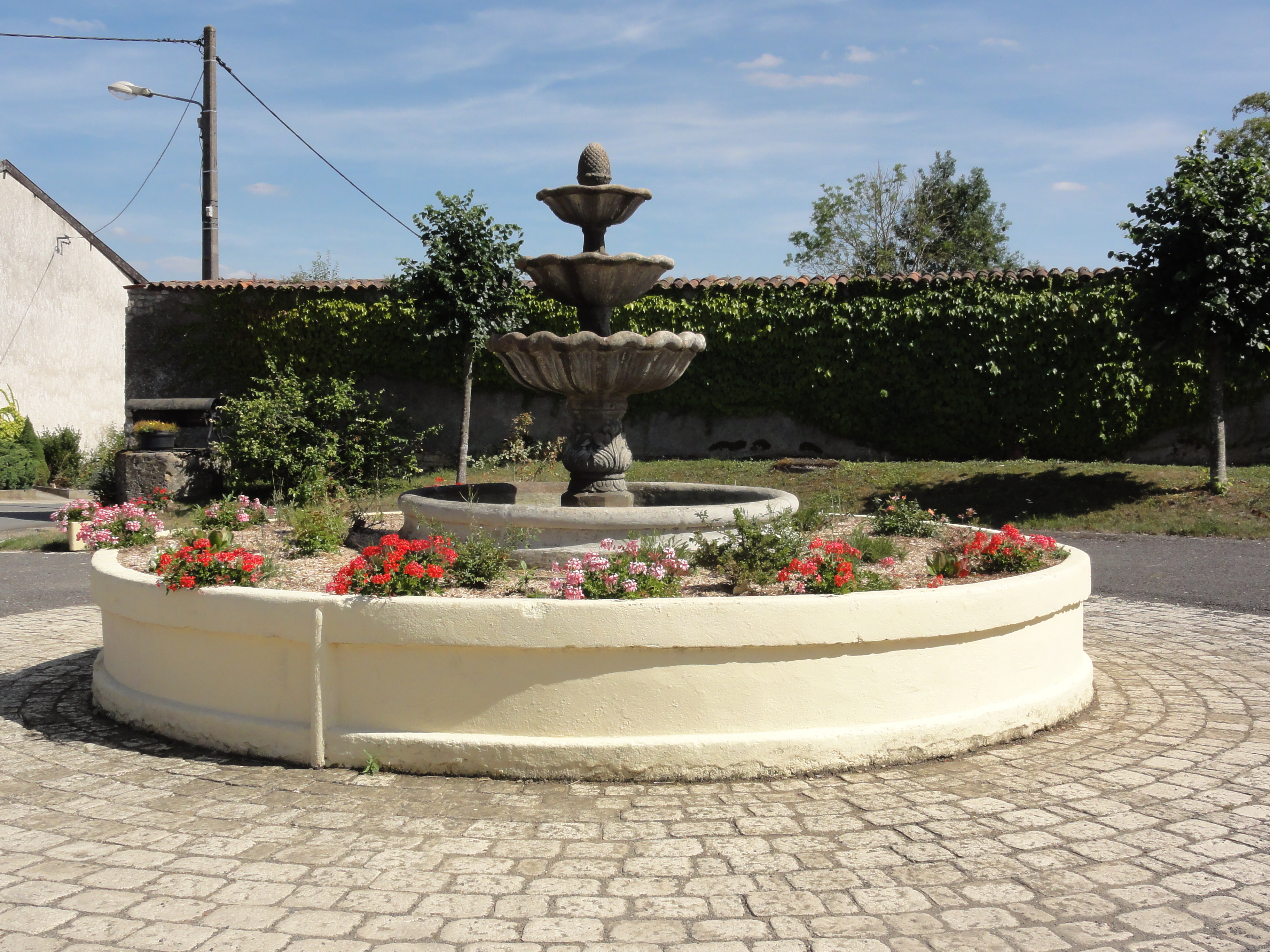
Fontaine.

### Héraldique
| Blason de Sorbey | Blason  | D'argent à un ours de sable, debout sur un rocher de gueules, tenant dans ses pattes antérieures une lance d'or futée de sinople et posée sur le rocher ; denticulé en chef de trois pièces d'azur. |
| Blason de Sorbey | Détails | Adopté le 8 avril 2022. |
| Blason de Sorbey | Alias   | D'argent au croissant de gueules surmonté d'une étoile de sable ; à la bordure de gueules. |

Sorbey a donné son nom à une maison de nom et d'armes éteinte, qui portait : d'azur à un croissant montant d'argent surmonté d’une étoile de même.